# Чемпіонат Туру WTA 2004
Чемпіонат Туру WTA 2004 - жіночий коловий тенісний, що відбувся на закритих кортах з твердим покриттям Стейплс-центр у Лос-Анджелесі (США). Це був 34-й за ліком підсумковий чемпіонат року в одиночному розряді, 29-й за ліком підсумковий чемпіонат року в парному розряді і проходив у рамках Туру WTA 2004. Тривав з 10 листопада до 15 листопада 2004 року. Перша сіяна Марія Шарапова виграла змагання в одиночному розряді - перша доти росіянка, що перемогла на тому турнірі - й одержала 1 тис. доларів США, а також 485 рейтингових очок.
Жустін Енен-Арденн кваліфікувалась на турнір, але знялася через хворобу (цитомегаловірус).

## Фінальна частина

### Одиночний розряд
Марія Шарапова —  Серена Вільямс, 4–6, 6–2, 6–4.

### Парний розряд
Надія Петрова /  Меган Шонессі —  Кара Блек /  Ренне Стаббс, 7–5, 6–2.